# Björkgrundet, Kyrkslätt
Björkgrundet är en ö i Finland.   Den ligger i kommunen Kyrkslätt i den ekonomiska regionen  Helsingfors  och landskapet Nyland, i den södra delen av landet, 30 km väster om huvudstaden Helsingfors.